# Viaje de la Castellana
Viaje de la Castellana fue un viaje de agua que abasteció a Madrid hasta comienzos del siglo XX. Este viaje construido en 1612, surtía de agua a diferentes barrios del centro, tal y como eran la calle de Hortaleza (fuente de los Galápagos), etc. En un total de una decena de fuentes públicas, siendo uno de los viajes principales de distribución: Alcubilla y los dos Abroñigales (alto y bajo). 
A finales del siglo XIX se registró una contaminación por fiebre tifoidea en las zonas donde se abastece de este viaje. La epidemia cesó al cerrar el suministro de agua. El cierre definitivo del viaje se produjo con la edificación del Barrio del Pilar.  